# Leonard Eek
Lars Leonard Fredrik Eek, född 6 november 1940 i Stockholm, är en svensk TV-producent och produktionsledare. Han är gift med TV-producent Kicki Nordlöf-Eek. 

## Filmografi roller
- 1968 – Längta efter kärlek